# ボルゴ・ティチーノ
ボルゴ・ティチーノ（伊: Borgo Ticino）は、イタリア共和国ピエモンテ州ノヴァーラ県にある、人口約5,100人の基礎自治体（コムーネ）。
ピエモンテ語はBurgh Tisìn。

## 地理

### 位置・広がり
| 隣接するコムーネは以下の通り。 - アグラーテ・コントゥルビア - カステッレット・ソプラ・ティチーノ - コミニャーゴ - ディヴィニャーノ - ガッティコ＝ヴェルーノ (ヴェルーノ) - ヴァラッロ・ポンビア |

## 行政

### 分離集落
ボルゴ・ティチーノには、以下の分離集落（フラツィオーネ）がある。
- Campagnola, Gagnago